# Anilena Mejía
Anilena Mejía (Ciudad de Panamá, 18 de junio de 1985) es una psicóloga e investigadora panameña con afiliación honoraria a la Universidad de Mánchester. Hizo la primera revisión sistemática de programas de crianza en países de renta baja y media, para prevenir la violencia contra la niñez.
Trabaja como Oficial de Monitoreo y Evaluación del Fondo de las Naciones Unidas para la Infancia. Además, es integrante de varias asociaciones académicas internacionales, como la Society for Research on Child Development y la Society for Prevention Research.

## Biografía
Estudió en el Instituto Episcopal San Cristóbal, ubicado en Parque Lefevre.
Cursó la licenciatura en Psicología en la Universidad Católica Santa María La Antigua, donde se graduó como summa cum laude.
Con una beca de la SENACYT, cursó la maestría en Psicología Clínica y de la Salud en la Universidad de Mánchester, Inglaterra, donde también realizó su doctorado en Psicología Clínica en Niñez y Adolescencia. 
Entre 2016-2018 fue investigadora en el Instituto de Investigaciones Científicas y Servicios de Alta Tecnología (INDICASAT-AIP), a través de un programa de reinserción de ex becarios de la Secretaría Nacional de Ciencia, Tecnología e Innovación (SENACYT).

## Reconocimientos
- Mujeres Notables – Inspiro y creo: Historias de 36 mujeres.[4]
- Sue Fielder Award, Universidad de Mánchester, estudiante distinguido de doctorado en la Escuela de Psicología, 2014.[5]
- Triple P Research Network Early Career Award, Universidad de Queensland, investigadora distinguida, 2014.[6]

## Publicaciones
- Fortalecimiento de una cultura de prevención en los países de ingresos bajos y medios: equilibrio entre las expectativas científicas y las realidades contextuales. (Strengthening a Culture of Prevention in Low- and Middle-Income Countries: Balancing Scientific Expectations and Contextual Realities). Prevention Science 2021.
- Experiencias de los académicos de salud mental de Latinx con la adaptación cultural y la implementación de intervenciones familiares sistémicas. (Latinx Mental Health Scholars' Experiences with Cultural Adaptation and Implementation of Systemic Family Interventions).  Family Process, 2020.
- Evaluación de los programas de capacitación en habilidades familiares para prevenir el consumo de alcohol y drogas: una revisión crítica del campo en América Latina. (Evaluation of Family Skills Training Programs to Prevent Alcohol and Drug Use: A Critical Review of the Field in Latin America).  International Journal of Mental Health and Addiction, 2020.
- Autorregulación en países de ingresos bajos y medios: desafíos y direcciones futuras. (Self-Regulation in Low- and Middle-Income Countries: Challenges and Future Directions).  Clinical Child and Family Psychology Review, 2019.